# Liste de forts, fortifications, citadelles et places fortes en Amérique
Liste de forts, fortifications, citadelles et places fortes en Amérique.

## Antilles

### Antigua-et-Barbuda
- Fort James, Saint John's

### Antilles françaises

#### Guadeloupe
- Fort Delgrès, Basse-Terre
- Fort Fleur d'épée, Le Gosier
- Fort Napoléon, Terre-de-Haut
- Vieux-Fort, Vieux-Fort.

#### Saint-Martin
- Fort Louis, Marigot.

#### Martinique
- Fort Saint-Louis, le Fort Desaix et le Fort Tartenson à Fort-de-France

### Antilles néerlandaises

#### Curaçao
- Fort Beekenburg (à l'est de Willemstad)
- Fort Amsterdam, Willemstad
- Fort Saint-Michel, Sint Michiel
- Fort Nassau, Willemstad
- Fort Piscadera, Willemstad

#### Saint-Eustache
- Fort Oranje, Oranjestad

### Bahamas
- Fort Fincastle, Nassau
- Fort Charlotte, Nassau
- Fort Montagu, Nassau

### Cuba
- Fort El Morro à La Havane, ville fortifiée à partir du XVIIe siècle.
- Château de San Pedro de la Roca à Santiago de Cuba.
- Château de Jagua à Cienfuegos,ville historique classée au Patrimoine de l'UNESCO.
- Castillo de la Real Fuerza à La Havane.
- Forteresse de la Cabaña à La Havane.

### Haïti
- Citadelle de La Ferrière à Cap-Haïtien
- Fort-Dauphin situé à Fort-Liberté
- Fort Jacques et Fort Alexandre à Kenscoff près de Pétionville
- Fort Dimanche à Port-au-Prince

### Porto Rico
- le fort San Felipe del Morro et le fort San Cristóbal à San Juan

### Saint-Christophe-et-Niévès
- Fort Charles, Charlestown
- Fort Codrington, (île de Niévès)

## Amérique du Sud

### Brésil

#### Bahia
Bahia de Todos os Santos
- Forte de S. Bartolomeu da Pasage
- Forte de N. Srª de Monserrate
- Fortinho de S. Alberto
- Forte de S. Francisco
- Forte do Barbalho
- Forte de S. Diogo
- Forte de Santa Maria
- Forte de S. Antonio da Barra
- Forte de Sta. Cruz do Paraguasû
- Forte de S. Antonio alem do Carmo
- Fortaleza de S. Lourenso na Ponta da Ilha de Itaparica
- Forte do Mar N. Srª do Populo

#### Pernambouc

##### Fernando de Noronha
Mar de Dentro
- Fortaleza Nossa Senhora Dos Remédios (Vila dos Remédios)
- Forte de São José do Morro (Ilha de São José)
- Forte de Santo Antônio (Ponta do Santo Antônio)
- Forte de Sant'Ana (Vila dos Remédios, Cachorro)
- Forte de Nossa Senhora da Conceição (Ponta do Meio)
- Forte de Santa Cruz do Pico (Praia da Conceição)
- Forte de São Pedro do Boldró (Praia do Boldró)
- Forte de São João Batista dos Dois Irmãos (Baia dos Porcos-Praia do Sancho)

Mar de Fora
- Forte de São Joaquim do Sueste (Ponta das Caracas)
- Forte do Bom Jesus do Leão (Praia do Leão)

#### Santa Catarina
Île de Santa Catarina:
- Forteresse de Santa Cruz de Anhatomirim
- Forteresse de Santo Antônio de Ratones
- Forteresse de São José da Ponta Grossa
- Forteresse de Nossa Senhora da Conceição de Araçatuba
- Fort de Santana do Estreito
- Batterie de São Caetano da Ponta Grossa
- Fort Marechal Moura de Naufragados
- Fort de Santa Bárbara da Vila

#### Autres
- Forte de São Luiz
- Forte de Copacabana
- Forte do Vigia
- Forte do Imbuhy
- Forte de São João
- Forte e Farol São Marcos
- Forte Santa Catarina
- Forte dos Reis Magos
- Forte Nossa Senhora dos Remédios
- Fortaleza Nossa Senhora da Assunção
- Forte e Farol São Marcos
- Battaria do Lagamar
- Forte do Lagamar
- Forte do Arroyo
- Forte da Conceição
- Fortalezza/Fort Schoonenburgh
- Fort Oranje (Itamaracà)
- Fort de São Cristóvão, Sergipe

### Colombie
- forteresse Saint-Philippe et ville fortifiée de Carthagène

### Pérou
- Machu Picchu
- Kuélap

## Amérique du Nord

### Canada
Au Canada, de nombreuses places portent le nom de fort alors qu'elles n'ont jamais eu de rôle militaire. Beaucoup ne furent que des lieux d'entreposage destinés au commerce des peaux de la Compagnie de la Baie d'Hudson ou de la Compagnie du Nord-Ouest.

#### Alberta
- Fort Calgary
- Fort Edmonton
- Fort Macleod
- Fort McMurray
- Fort Saskatchewan
- Fort Vermillion
- Fort Whoop-Up

#### Colombie-Britannique
- Fort Langley
- Fort Nelson
- Fort St. James
- Fort St John
- Fort Steele
- Little Fort

#### Manitoba
- Lower Fort Garry
- Upper Fort Garry
- Fort Prince of Wales

#### Nouveau-Brunswick
- Fort Beauséjour
- Fort Gaspéreau
- Fort Howe
- Fort La Tour
- Fort Monckton
- Fort Nashwaak
- St. Andrews Blockhouse

#### Terre-Neuve-et-Labrador
- Fort Amherst
- Fort de Plaisance
- Fort Frederick
- Fort McMurray
- Fort le Vieux
- For Pepperrell
- Fort Royal
- Fort Saint-Louis
- Signal Hill
- Fort Townsend
- Fort William

#### Nouvelle-Écosse
- Citadelle de Halifax
- Fort Anne
- Fort Dauphin
- Fort Edward
- Fort Lawrence
- Fort McNab
- Forteresse de Louisbourg

#### Ontario
- Fort Erie
- Fort Frontenac
- Fort George
- Fort Henry, Kingston
- Fort Malden
- Fort William
- Fort York

#### Île-du-Prince-Édouard
- Fort Amherst
- Fort Edward

#### Québec
- Château fort de Longueuil
- Fort à la pointe de l’Île Jésus
- Fort à la Pointe-Claire
- Fort Boucherville
- Fort Chambly
- Fort Charlesbourg Royal
- Fort Chimo
- Citadelle de Québec (Québec)
- Fort Crevier
- Fort Cuillerier
- Fort de Beaumont
- Fort de l’Île Perrot
- Fort de l’Île Sainte-Thérèse
- Fort de l'Île Sainte-Hélène
- Fort de la Montagne (Montréal)
- Fort de la Martinière (Lévis)
- Fort de Pointe-aux-Trembles (Montréal)
- Fort de Sainte-Anne-de-Bellevue
- Fort des Trois-Rivières
- Fort du Moulin
- Fort Saint-Jean (L'île d'Orléans)
- Fort Saint-Louis
- Fort Gentilly (Fort La Grande Anse ou fort Présentation)
- Fort Île Saint Bernard
- Fort Ingall
- Fort La Prairie
- Fort Lachine
- Les fortifications de Québec
- Fort Le Tremblay
- Fort-Lennox
- Fort Lorette (Montréal)
- Fort Longue-Pointe
- Fort Numéro 1 (Lévis)
- Fort Numéro 2 (Lévis)
- Fort Numéro 3 (Lévis)
- Fort Rémy
- Fort Richelieu
- Fort Rivière-des-Prairies
- Fort Rolland
- Fort Saint-François (Trois-Rivières)
- Fort Saint-Gabriel
- Fort Saint-Lambert
- Fort Sainte-Marie (Trois-Rivières)
- Fort Senneville (Montréal)
- Fort Sault-Saint-Louis
- Fort Témiscamingue
- Fort Varennes
- Fort Verchères
- Fort Verdun
- Fort Ville-Marie (Montréal)

#### Saskatchewan
- Fort Battleford
- Fort Carlton
- Fort Ellice
- Fort Qu'Appelle

#### Territoires du Nord-Ouest
- Fort Franklin
- Fort Good Hope
- Fort McPherson
- Fort Norman
- Fort Providence
- Fort Reliance
- Fort Resolution
- Fort Simpson
- Fort Smith

### États-Unis
- Fort Adams (Rhode Island)
- Fort Amsterdam
- Fort Bliss
- Fort Bridger
- Fort Buchanan (Nouveau-Mexique)
- Fort Capuzzo
- Fort de Chartres
- Fort Dix
- Fort Donelson
- Fort Duquesne
- Fort Dummer
- Fort Fillmore
- Fort Jefferson
- Fort Knox
- Fort Lee
- Fort McHenry
- Fort Marion (Castillo de San Marcos)
- Fort McDermit (Nevada)
- Fort Mohave (Arizona)
- Fort Montgomery
- Fort Monroe (Virginie)
- Fort Niagara
- Fort Ord
- Fort Oswego
- Fort Pitt
- Fort Randall
- Fort Recovery
- Fort Sainte Anne
- Fort Schuyler
- Fort Sill
- Fort Snelling (Minnesota)
- Fort Stanwix
- Fort Sumter
- Fort Ticonderoga
- Fort Washington
- Fort Worth

### Mexique
- San Juan de Ulúa